# Volkmar Wolf von Putbus
Volkmar Wolf Freiherr zu Putbus (* 20. Juli 1583; † 24. Juli 1637) war Generalstatthalter des Herzogtums Pommern.

## Leben
Volkmar Wolf war ein Sohn Ludwigs I. von Putbus († 1594). 1599 wurde er an der Universität Marburg immatrikuliert. Ehrenhalber wurde ihm von Juli bis September desselben Jahres der Titel des Rektors der Universität übertragen. Er war, wie zuvor sein Vater und sein Bruder Erdmann († 1622), Kommendator des Johanniterordens zu Wildenbruch.
Im Oktober 1627, während des Dreißigjährigen Krieges, wurde er zusammen mit Nikolaus (Klaus) von Ahnen zum Befehlshaber Oberst von Arnim entsandt, um über die Abwendung der drohenden Einquartierung kaiserlich-wallensteinscher Truppen in Pommern zu verhandeln. 1628 ernannte ihn Herzog Bogislaw XIV. zum Statthalter des Landesteils Pommern-Wolgast. Volkmar Wolf von Putbus und Paul von Damitz wurden 1632 zu Vormündern des jungen Ernst Bogislaw von Croy ernannt. 1634 gehörte Volkmar Wolf zu den Zeugen der Schenkung des Amtes Eldena durch den Herzog an die Universität Greifswald. Im selben Jahr ernannte ihn der schwer erkrankte, nicht mehr regierungsfähige Herzog, der mit der Regimentsverfassung von 1634 seine Nachfolge regelte, zum Generalstatthalter und setzte ihn damit an die Spitze der herzoglichen Regierungen von Pommern-Wolgast und Pommern-Stettin. Kurfürst Georg Wilhelm von Brandenburg beurkundete ihm für den Fall des Aussterbens des Greifenhauses die Bevollmächtigung als Statthalter Pommerns, bis der Kurfürst unter Berufung auf den Vertrag von Grimnitz sein Erbe in Pommern antreten würde. Volkmar Wolf versuchte in seiner Amtszeit zwischen den Pommern besetzt haltenden Schweden und den Brandenburgern zu vermitteln. Nach dem Tod des Herzogs 1637 stand er, von den Schweden akzeptiert, weiter als Generalstatthalter der pommerschen Interimsregierung vor. Er starb im selben Jahr.